# Oliver Bozanić
Oliver John Bozanić (Sydney, 1989. január 8. –) ausztrál válogatott labdarúgó, jelenleg a Luzern játékosa.

## Sikerei, díjai
Central Coast Mariners
- Ausztrál bajnok, alapszakasz (1): 2011–12
- Ausztrál bajnok, Grand Final (1): 2012–13